# Caçanazis

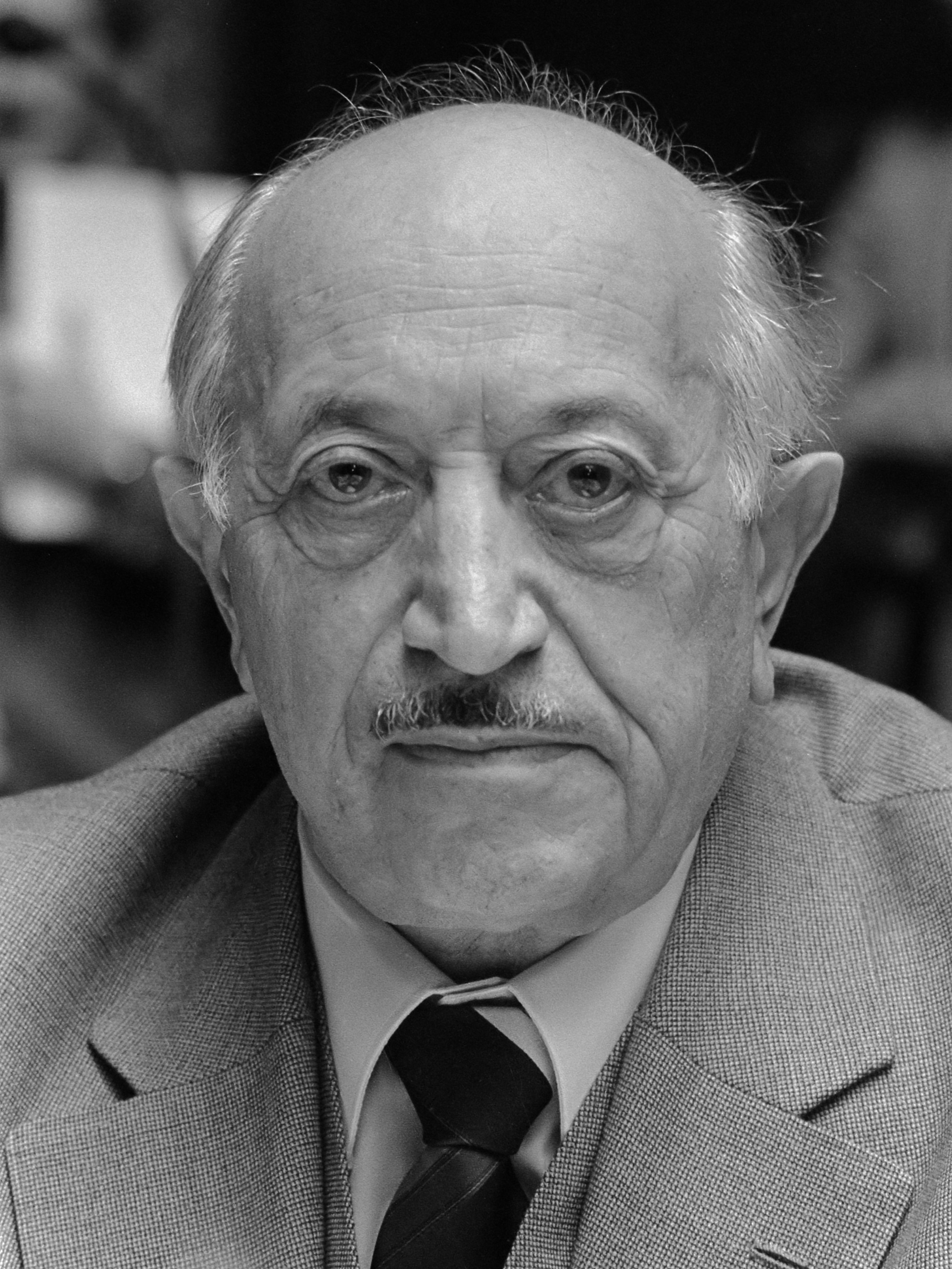
Simon Wiesenthal

Un caçanazis és un particular que segueix la pista i recull informació sobre presumptes ex nazis, membres de les SS i col·laboradors dels nazis implicats en lHolocaust, en general per al seu ús en el judici per càrrecs de crims de guerra i crims contra la humanitat. Entre els caçadors de nazis més prominents es poden citar Simon Wiesenthal, Tuviah Friedman, Serge i Beate Klarsfeld, Ian Sayer, Yaron Svoray, Elliot Welles, i Efraim Zuroff.

## Història
Amb l'inici de la Guerra Freda just després de la Segona Guerra Mundial, tant els aliats occidentals com l'URSS cercaren antics científics nazis i operatius per a programes com ara l'Operació Paperclip. Antics nazis col·laboratius, com Wernher von Braun i Reinhard Gehlen, van rebre ocasionalment protecció de l'Estat a canvi d'informació o serveis valuosos. En aquell moment, Gehlen havia estat cap dels serveis d'intel·ligència alemanys, la Bundesnachrichtendienst, fundador de la Gehlen Org i cofundador de la xarxa ODESSA, la qual cosa va ajudar a fugir alguns nazis d'Europa. Altres nazis van utilitzar rutes clandestines per escapar de l'Europa de postguerra a llocs com Amèrica Llatina.
En resposta, els caçadors de nazis van buscar pròfugs pel seu compte o van formar grups, com el Centre Simon Wiesenthal. Els mètodes utilitzats pels caçadors de nazis inclouen recompenses per oferiment d'informació, revisió de registres d'immigració i militars, i endegar procediments judicials.
En dècades posteriors, els caçadors de nazis van trobar una major cooperació amb els governs occidentals i d'Amèrica Llatina i l'estat d'Israel. A finals del segle xx, la recerca d'antics nazis va declinar, perquè la major part de la generació més activa en el lideratge nazi havia mort.

## Objectius notables
- Klaus Barbie, el "Carnisser de Lió", va ser extradit de Bolívia després dels primers intents per Serge i Beate Klarsfeld de seguir-li la pista.
- Adolf Eichmann va ser perseguit per Wiesenthal abans de ser segrestat i extradit clandestinament des de l'Argentina per l'agència d'espionatge israeliana Mossad. Fou jutjat a Israel i finalment executat.
- Boļeslavs Maikovskis era un col·laborador dels nazis de Letònia, perseguit a Mineola (Nova York) per Welles.
- Josef Mengele, l'"Àngel de la Mort", es va buscar en diversos països d'Amèrica del Sud pel Mossad, Wiesenthal i els Klarsfeld abans de la seva mort.
- Erich Priebke va ser buscat a l'Argentina.
- Eduard Roschmann va ser buscat per Wiesenthal a l'Argentina.
- Josef Schwammberger va ser ubicat a l'Argentina pel Centre Simon Wiesenthal i Welles.
- Dinko Šakić va ser perseguit a l'Argentina per Zuroff.
- Gustav Wagner, el "Llop", va ser buscat per Wiesenthal al Brasil.

El Centre Simon Wiesenthal publica un informe anual sobre els criminals de guerra nazis.